# Darley Stud
Darley Stud är ett stuteri för engelska fullblod i Dalham Hall utanför Newmarket i Suffolk i England. Stuteriet ägs av Sheikh Mohammed bin Rashid al-Maktoum. Det är ett av de mest berömda och framgångsrika stuterierna inom galoppsport. Stuteriet har fått sitt namn efter hästen Darley Arabian, som räknas som en av tre stamfäder till det engelska fullblodet.

## Divisioner
Darley Stud har flera divisioner runt om i världen, och totalt står mer än 50 stycken avelshingstar hos Darley Stud. Stuteriet har bland annat Dalham Hall Stud i England, Kildangan Stud i Irland, Jonabell Farm i Lexington, Kentucky i USA, och två stuterier i Australien. Stuteriet har även avelshingstar stående i Frankrike och Japan.

## Historia
Darley Stud grundades 1981 då Sheikh Mohammed köpte Dalham Hall Stud. Idag är stuteriet hem för några av Europas ledande avelshingstar, bland annat Dawn Approach, New Approach och Dubawi. Även galopphästen Dubai Millennium, Sheikh Mohammeds favorithäst, har varit verksam som avelshingst på stuteriet. Han föddes på stuteriet och tränades av Saeed bin Suroor för Godolphin Racing i Newmarket, och segrade bland annat i Dubai World Cup. Han var efter tävlingskarriären verksam som avelshingst på stuteriet, men hann endast producera en handfull föl innan han avled av grässjuka.
Darley Stud ansvarar även för Sheikh Mohammed, och andra medlemmar i familjen Al Maktoums tävlingsintressen, och har hästar i träning hos flera tränare i Storbritannien, Irland, Frankrike, USA, Australien och Japan. De bästa hästarna tränas av Godolphin Racing, som är Sheikh Mohammeds eget stall.